# Christoph Oliver Mayer
Christoph Oliver Mayer (* 1974) ist ein deutscher Romanist und Kulturwissenschaftler.

## Werdegang
Christoph Oliver Mayer studierte Romanische Philologie (Französisch, Spanisch), Neuere und Neueste Geschichte und Politikwissenschaften an der LMU München. Er schloss sein Studium mit dem M.A. 1998 ab und promovierte anschließend mit einer Dissertation zu „Pierre de Ronsard und die Herausbildung des premier champ littéraire“ an der LMU München. Im Anschluss war er als Wissenschaftlicher Mitarbeiter an der TU Dresden tätig, im Bereich Italienische Kulturgeschichte und im SFB 537 (Teilprojekt „Schriftkanon und Sozialer Kanon in Renaissance und Barock“), später im EU-Projekt „EnBaCH“. In den Folgejahren war er am Dresdner Institut für Romanistik in den Teilbereichen Italienische und Französische Literaturwissenschaft angestellt und vertrat 2010/11 dort die Professur für Romanische Fachdidaktik. 2011 leitete er einen Weiterbildungsstudiengang zum Französischlehrer und vertrat 2011/12 die Professur für Romanische Fachdidaktik an der Universität Regensburg. 2012 schloss er die Habilitation ab und besitzt die Venia legendi für Italienische und Französische Literatur- und Kulturgeschichte. 2012/13 war er als Vertretungsprofessor an der TU Dresden im Bereich Frankreichstudien und Frankophonie tätig. Im Anschluss daran vertrat er die Professur für Wirtschaftsfranzösisch an der Hochschule Zwickau. Neben Lehraufträgen in den Bereichen der Romanischen Fachdidaktik (u. a. an der Universität Leipzig) und seiner Tätigkeit im Bereich Regionalstudien Lateinamerika an der TU Dresden war er im Rahmen von Erasmus-Dozenturen und Gastprofessuren an den Universitäten ENS Lyon, Bologna, Rennes und Lexington tätig. 2016 arbeitete er in der Qualitätsoffensive Lehrerbildung am Projekt „Unterrichtsvideos“ mit und er ist seit 2018 Gastprofessor für Romanische Fachdidaktik an der HU Berlin.

## Forschung
Christoph Oliver Mayer ist Gründungsmitglied des Forschungsnetzwerkes MIRA (Mittelalter und Renaissance in der Romania). Aus diesem Kontext entstammen seine Arbeiten zur französischen und italienischen Literatur der frühen Neuzeit, bis hinein in das 18. Jahrhundert. Außerdem besteht ein Forschungsschwerpunkt im Bereich der literarischen Soziologie und der Literatur der Gegenwart mit Fokus auf Themen wie Flucht, Migration und Frieden. In der Romanischen Fachdidaktik widmet er sich den Fragen der Immersion, der Transkulturalität und der Intersektionalität sowie den Praxisphasen im Lehramtsstudium. Christoph Oliver Mayer ist zudem der führende romanistische Experte auf dem Gebiet der Erforschung des Eurovision Song Contest, zu dem zahlreiche Publikationen vorliegen.

## Publikationen (Auswahl)
- Pierre de Ronsard und die Herausbildung des premier champ littéraire, Herne (Schäfer) 2001.

- Institutionelle Mechanismen der Kanonbildung in der Académie française. Die Querelle des Anciens et des Modernes im Frankreich des 17. Jahrhunderts, Frankfurt a. M. (Peter Lang) 2012.

- Praxisphasen in der Ausbildung romanischer Fremdsprachenlehrender. Eine Handreichung, Herne (Schäfer) 2020.